# Igor Kolodinski
Igor Georgijevitsj Kolodinski (Russisch: Игорь Георгиевич Колодинский) (Maagdenburg, 7 juli 1983) is een Russisch volleyballer en voormalig beachvolleyballer. In die laatste discipline won hij een zilveren medaille bij de wereldkampioenschappen en een bronzen medaille bij de Europese kampioenschappen. Daarnaast nam hij als beachvolleyballer eenmaal deel aan de Olympische Spelen.

## Carrière

### Zaal
Kolodinski won in 2001 met de nationale ploeg onder 19 een bronzen medaille bij het WK in Caïro. Van 2003 tot en met 2006 speelde hij voor VK Belogorje Belgorod waarmee hij driemaal op landskampioen werd en tweemaal de CEV Champions League won. Gedurende het seizoen 2008/09 was hij actief voor VK Dinamo Krasnodar en gedurende het seizoen 2009/10 kwam hij uit voor ZSK Gazprom-Oegra Soergoet. Van 2010 tot en met 2012 speelde hij weer twee seizoenen voor Belgorod, waarna hij achtereenvolgens een jaar onder contract stond bij VK Zenit Kazan en VK Dinamo Moskou. Van 2014 tot en 2020 was Kolodinski actief voor Fakel Novy Oerengoj waarmee hij in 2017 de CEV Challenge Cup won en in 2018 derde werd bij het wereldkampioenschap voor clubs. Gedurende de seizoenen 2020/21 en 2022/23 speelde hij voor Belgorod, met daartussenin een seizoen bij VK Zenit Sint-Petersburg.

### Beach
Kolodinski begon zijn beachvolleybalcarrière in 2005 toen hij met Stanislav Jeremin in de FIVB World Tour debuteerde en aan twee toernooien deelnam. Het jaar daarop speelde hij vier mondiale wedstrijden met Leonid Kalinine voordat hij een team vormde met Dmitri Barsoek met wie hij tot en met 2010 samen zou spelen. Hetzelfde seizoen werd het tweetal nog negende bij het Open-toernooi van Vitória en nam het deel aan de EK in Den Haag, waar het na twee wedstrijden was uitgeschakeld. In 2007 deden Kolodinski en Barsoek mee aan twaalf reguliere FIVB-toernooien waarbij ze op een uitzondering na enkel in de top tien eindigden. Ze behaalden onder meer een tweede (Sint-Petersburg), drie derde (Roseto degli Abruzzi, Zagreb en Marseille) en drie vierde plaatsen (Shanghai, Stavanger en Kristiansand). In Gstaad werden ze bovendien vice-wereldkampioen achter de Amerikanen Todd Rogers en Phil Dalhausser. Bij de EK in Valencia verloren ze in de vierde ronde van het Nederlandse duo Richard Schuil en Reinder Nummerdor, waarna ze in de herkansing werden uitgeschakeld door de latere winnaars Clemens Doppler en Peter Gartmayer.
In 2008 speelden Kolodinski en Barsoek in aanloop naar de Spelen elf wedstrijden in de mondiale competitie. Ze boekten daarbij in Klagenfurt hun eerste overwinning en behaalden verder een tweede plaats in Barcelona en een vierde plaats in Gstaad. Bij de EK in Hamburg wonnen ze bovendien die bronzen medaille ten koste van de Duitsers Julius Brink en Christoph Dieckmann. Bij het olympisch beachvolleybaltoernooi in Peking bereikte het duo de achtste finale die verloren werd van de Brazilianen Ricardo Santos en Emanuel Rego. Het daaropvolgende seizoen waren ze actief op negen toernooien in de World Tour. Ze behaalden daarbij onder meer een overwinning (Kristiansand), een vierde plaats (Klagenfurt) en twee vijfde plaatsen (Brasilia en Gstaad). Bij de WK in Stavanger werd het tweetal in de zestiende finale uitgeschakeld door Márcio Araújo en Fábio Luiz. In 2010 speelde Kolodinski drie wedstrijden met Barsoek voordat hij de rest van het seizoen afmaakte met Jaroslav Kosjkarjov. Kolodinski en Kosjkarjov kwamen bij vijf toernooien in de mondiale competitie tot twee vijfde plaatsen in Stavanger en Gstaad. Bij de EK in Berlijn verloren ze in de kwartfinale van Inocencio Lario en Raúl Mesa uit Spanje. Na afloop van de EK beeïndigde Kolodinski zijn internationale beachvolleybalcarrière.

## Palmares
Kampioenschappen zaal
- 2003:  Russisch kampioenschap
- 2003:  Russische beker
- 2003:  CEV Champions League
- 2004:  Russisch kampioenschap
- 2004:  CEV Champions League
- 2005:  Russisch kampioenschap
- 2005:  Russische beker
- 2005:  CEV Champions League
- 2006:  Russisch kampioenschap
- 2006:  CEV Champions League
- 2013:  CEV Champions League
- 2017:  CEV Challenge Cup
- 2018:  WK voor clubs

Kampioenschappen beach
- 2007:  WK
- 2008:  EK
- 2008: 9e OS

FIVB World Tour
- 2007:  Roseto degli Abruzzi Open
- 2007:  Zagreb Open
- 2007:  Marseille Open
- 2007:  Sint-Petersburg Open
- 2008:  Barcelona Open
- 2008:  Grand Slam Klagenfurt
- 2009:  Kristiansand Open